# جيريمياس كارلوس ديفيد
جيريمياس كارلوس ديفيد (بالهولندية: Jeremias Carlos David) (مواليد 7 أبريل 1993 في لواندا، أنغولا) هو لاعب كرة قدم هولندي يجيد اللعب في مركز الجناح الأيمن وبدرجة أقل الجناح الأيسر والظهير الأيمن. يلعب حاليا لصالح أستن الذي ينافس في دوري الدرجة السابعة الهولندي منذ 2018.

## روابط خارجية
- جيريمياس كارلوس ديفيد على موقع قاعدة بيانات كرة القدم.إي يو (الإنجليزية)
- جيريمياس كارلوس ديفيد على موقع عالم كرة القدم.نت (الإنجليزية)